# Mozaïekzwelghaai
De mozaïekzwelghaai (Centrophorus tessellatus) is een vis uit de familie van zwelghaaien en snavelhaaien (Centrophoridae) en behoort derhalve tot de orde van doornhaaiachtigen (Squaliformes). De vis kan een lengte bereiken van 89 centimeter.

## Leefomgeving
De mozaïekzwelghaai is een zoutwatervis. De vis prefereert diep water en leeft hoofdzakelijk in de Grote Oceaan op dieptes tussen 20 en 300 meter.

## Relatie tot de mens
De mozaïekzwelghaai is voor de visserij van geen belang. In de hengelsport wordt er weinig op de vis gejaagd.